# Podo
Podo is een bestuurslaag in het regentschap Pekalongan van de provincie Midden-Java, Indonesië. Podo telt 4154 inwoners (volkstelling 2010).